# Högsby socken
Högsby socken i Småland, som ingick i Handbörds härad, ingår sedan 1971 i Högsby kommun i Kalmar län och motsvarar från 2016 Högsby distrikt.
Socknens areal är 337,20 kvadratkilometer, varav land 314,30. År 2000 fanns här 4 183 invånare. En del av tätorten Ruda, tätorten Berga samt tätorten Högsby med sockenkyrkan Högsby kyrka ligger i socknen.

## Administrativ historik
Högsby socken har medeltida ursprung.
Byarna Allgunnerum, Basthult, Flasgölerum, Horkarlsmåla, Hultnäs, Torebo och Älmhult, räknades under medeltiden till Kråksmåla socken, men överfördes från 1553 till Högsby jordebokssocken. Trånshult överfört från Mörlunda socken till Högsby 1690. Byarna Alebohult och Forshult som tidigare tillhörde Högsby socken, överfördes 1801 till Döderhults socken. Likaså överfördes byarna Hammarsbo och Möckhult 1828 till Döderhult, och Gällnebo 1886 till Döderhult. Till Fagerhults socken överfördes 1816 byarna Klo och Århult och 1816 överfördes byn Höboda till Kråksmåla socken. Från Fliseryds socken överfördes byarna Åsebo och Libbeböle från Högsby socken 1819.
Långemåla socken (Böta fjärding) bröts ut ur Högsby socken, som annexförsamling 17 juli 1732 och jordebokssocknen 1740.
Vid kommunreformen 1862 övergick socknens ansvar för de kyrkliga frågorna till Högsby församling och för de borgerliga frågorna till Högsby landskommun. Fågelfors församling utbröts 1880 och Fågelfors landskommun 1889. Högsby landskommunen utökades sedan 1952 och 1969 och ombildades 1971 till Högsby kommun.
1 januari 2016 inrättades distriktet Högsby, med samma omfattning som församlingen hade 1999/2000.
Socknen har tillhört samma fögderier och domsagor som Handbörds härad. De indelta soldaterna tillhörde Kalmar regemente, Livkompaniet och Smålands husarregemente, Staby skvadron, överstelöjtnantens kompani.

## Geografi
Högsby socken ligger sydväst om Oskarshamn, kring Emån med Allgunnen i söder. Socknen består av dalgångsbygd utmed Emån och kuperad skogsbygd i väster.

## Fornlämningar
Kända från socknen är några gravrösen och stensättningar från bronsåldern samt åtta mindre järnåldersgravfält.

## Namnet
Namnet (1337 Höxby) kommer från kyrkbyn. Förleden är troligen hög syftande på en grav och/eller tingshög på denna plats som varit tingsplats för häradet. Efterleden är by, 'gård(ar)'.

### Fotnoter
1. 1 2  Svensk Uppslagsbok Högsby socken Arkiverad 19 augusti 2015 hämtat från the Wayback Machine.
2. 1 2  Harlén, Hans; Harlén Eivy (2003). Sverige från A till Ö: geografisk-historisk uppslagsbok. Stockholm: Kommentus. Libris 9337075. ISBN 91-7345-139-8
3. ↑  DMS 4:2 Handbörd Stranda
4. ↑  Administrativ historik för Högsby socken (Klicka på församlingsposten). Källa: Nationella arkivdatabasen, Riksarkivet.
5. 1 2  Sjögren, Otto (1931). Sverige geografisk beskrivning del 2 Östergötlands, Jönköpings, Kronobergs, Kalmar och Gotlands län. Stockholm: Wahlström & Widstrand. Libris 9939
6. 1 2  Nationalencyklopedin
7. ↑  Fornlämningar, Statens historiska museum: Högsby socken
8. ↑  Fornminnesregistret, Riksantikvarieämbetet: Högsby socken Fornminnen i socknen erhålls på kartan genom att skriva in sockennamn (utan "socken") i "Ange geografiskt område"
9. ↑  Mats Wahlberg, red (2003). Svenskt ortnamnslexikon. Uppsala: Institutet för språk och folkminnen. Libris 8998039. ISBN 91-7229-020-X. https://isof.diva-portal.org/smash/get/diva2:1175717/FULLTEXT02.pdf